# Megaselia decora
Megaselia decora är en tvåvingeart som beskrevs av Robinson 1978. Megaselia decora ingår i släktet Megaselia och familjen puckelflugor.
Artens utbredningsområde är British Columbia. Inga underarter finns listade i Catalogue of Life.